# Лохманчук, Александр Александрович
Александр Александрович Лохманчук (укр. Олександр Олександрович Лохманчук; род. 28 мая 1973, Керчь, УССР, СССР) — украинский баскетболист и тренер, семикратный участник финальной части Чемпионата Европы по баскетболу, первый по результативности и третий по количеству набранных очков игрок сборной Украины. Играл во многих командах Украины и Европы, впоследствии тренировал ряд украинских баскетбольных клубов — БК «Будивельник», БК «Говерла», был ассистентом тренера в национальной сборной Украины. С 2020 года Александр Лохманчук руководит детской баскетбольной академией «Баскетбольная академия развития» (г. Киев).

## Биография
Воспитанник Керченской ДЮСШ. В 1990 году был замечен скаутами киевского «Будивельника», куда впоследствии перешел в возрасте 16 лет. Через два года перешёл в новосозданный харьковский «ТИИТ», за проектом которого стоял Александр Волков. В составе этой команды, среди прочего, Лохманчук забросил рекордное в своей карьере 51 очко в матче с «Сарагосой» (что, согласно неофициальным источникам, является еще и рекордом результативности Кубка Корача).
После двух лет в Харькове, Лохманчук вернулся в «Будивельник». Там он пробыл до 1997 года, когда, после выступления на Евробаскете, Александр переехал в Италию, в клуб «Варезе». С этого началась плодотворная европейская карьера Лохманчука, в рамках которой он успел поиграть в Турции, Германии и Франции; выходил в финал кубка Турции, четвертьфинал и финал кубка Германии, участвовал в матче всех звезд ФИБА Европа в Киеве.
В 2003 году вернулся в Украину, играл за «Азовмаш» и «Киев». После этого провел еще один сезон в Германии (2005/06), и окончательно обосновался в Украине. Александр Лохманчук завершил карьеру игрока в киевском «Будивельнике» в сезоне 2006—2007 (где когда-то ее начинал в 1990 году).
С 2008 года начался его путь как тренера — на протяжении 3-х лет ассистировал главному тренеру «Будивельника» Римантасу Григасу. После этого почти 10 лет проработал в тандеме с бывшим партнером по команде, тренером Евгением Мурзиным — вместе они тренировали ивано-франковскую «Говерлу», национальную сборную Украины и «Киев-Баскет». В сезоне 2017-18 Лохманчук возглавлял «Киев-Баскет» в высшей лиге.
В 2020 году Александр основал детскую баскетбольную школу BDA (Basketball Development Academy, Баскетбольная Академия Развития) в Киеве, где числится главным тренером по сей день.

## Достижения
Как игрок:
- Бронзовый призер юниорского чемпионата Европы по баскетболу (1992) в составе сборной СНГ[8]

- Был выставлен на драфт НБА 1995[9]
- Чемпион Украины (1995, 1996, 1997)
- Финалист кубка Турции (1999)
- Четвертьфиналист немецкой Бундеслиги (2001)
- Защитная сборная Бундеслиги по версии eurobasket.com (2001)
- Финалист Кубка Германии (2002)
- Участник матча всех звезд ФИБА Европа (2004)
- Финалист украинской Суперлиги (2004)

Как тренер:
- Победитель Кубка УБЛ (2009)
- Финалист чемпионата УБЛ (2009)
- Финалист Суперлиги (2010)[10]
- Серебряный призер Суперлиги Париматч (2019)[11]
- Полуфиналист кубка Украины (2019)

## Статистика
| Турнир                                       | Очков за игру | Подборы за игру | Ассисты за игру |
| -------------------------------------------- | ------------- | --------------- | --------------- |
| Евробаскет 2003 (финальная часть)            | 8             | 4               | 2.5             |
| Евробаскет 2003 (полуфинальная часть)        | 15.8          | 8.5             | 3               |
| Евробаскет 2001 (полуфинальная часть)        | 19.9          | 9.4             | 2               |
| Евробаскет 1999 (полуфинальная часть)        | 16.6          | 8.4             | 1.8             |
| Евробаскет 1997 (финальная часть)            | 14.4          | 4.2             | 0.6             |
| Евробаскет 1997 (полуфинальная часть)        | 16.5          | 6.1             | 1.4             |
| Евробаскет 1995 (полуфинальная часть)        | 10            | 11              | 1               |
| Евробаскет 1992, юниорский (финальная часть) | 10.9          | 0               | 0               |